# Governo Qandil
Il Governo Qandil è un governo della Repubblica Araba d'Egitto, il secondo della presidenza di Mohamed Morsi. Il governo è stato nominato dal presidente dell'Egitto Mohamed Morsi il 2 agosto 2012 in seguito alle dimissioni di Kamal al-Ganzuri e la caduta del suo secondo governo.

## Ministeri
| Titolo                                                            | Nome | Partito                                         |
| ----------------------------------------------------------------- | --- | ----------------------------------------------- |
| Primo ministro                                                    | Hisham Qandil | Indipendente                                    |
| Ministro degli Interni                                            | Ahmed Gamal El Din (2 agosto 2012 – 5 gennaio 2013) Mohamed Ibrahim                                                         | Indipendente                                    |
| Ministro della Difesa e Armamenti                                 | Moḥammed Ḥoseyn Ṭanṭāwī (20 maggio 1991 – 12 agosto 2012) Abdel Fattah al-Sisi                                              | Forze armate                                    |
| Ministro degli affari esteri                                      | Mohamed Kamel Amr | Indipendente                                    |
| Ministero per la Produzione Militare                              | Ali Sabry (21 luglio 2011 – 12 agosto 2012) Reda Hafez                                                                      | Indipendente                                    |
| Ministero delle Finanze                                           | Momtaz El-Saeed (2 agosto 2012 – 5 gennaio 2013) Morsi El Sayed Hegazy (5 gennaio 2013 – 7 maggio 2013) Fayyad Abdel Moneim | Indipendente                                    |
| Ministero della Previdenza e degli Affari Sociali                 | Nagwa Khalil | Indipendente                                    |
| Ministrero per la ricerca scientifica                             | Nadia Zakhary | Indipendente                                    |
| Ministero per le Antichità                                        | Mohamed Ibrahim AlSayed (2 agosto 2012 – 7 maggio 2013) Ahmed Eissa                                                         | Indipendente Partito al-Wasat                   |
| Ministro per l'Ambiente                                           | Mostafa Hussein Kamel (2 agosto 12 – 5 gennaio 2013) Khaled Abdel-Aal                                                       | Indipendente                                    |
| Ministro per lo sviluppo locale                                   | Ahmed Abdeen (2 agosto 2012 – 5 gennaio 2013) Mohammed Ali Beshr                                                            | Indipendente Partito Libertà e Giustizia        |
| Ministro dell'Acqua Potabile e Servizi Igienici                   | Abdel Khalifa | Indipendente                                    |
| Ministro della Cultura                                            | Mohamed Arab (9 maggio 2012 – 7 maggio 2013) Alaa Abdel-Aziz                                                                | Indipendente Partito dell'Unione egiziana araba |
| Ministro della Giustizia                                          | Ahmed Mekki (2 agosto 2012 – 7 maggio 2013) Ahmed Soliman                                                                   | Independent                                     |
| Ministro delle Partecipazioni                                     | Osama Saleh (2 agosto 2012 – 7 maggio 2013) Yehia Hamed Abdel-Samie                                                         | Indipendente Partito Libertà e Giustizia        |
| Ministro dell'Istruzione                                          | Ibrahim Deif | Indipendente                                    |
| Ministro dei Trasporti                                            | Mohammad Rashad Al Matini (2 agosto 2012 – 17 November 2012) Hatem Abdel Latif                                              | Indipendente Partito Libertà e Giustizia        |
| Ministro dell'Elettricità e dell'Energia                          | Mahmoud Balbaa (2 agosto 2012 – 5 gennaio 2013) Ahmed Emam                                                                  | Indipendente                                    |
| Ministro per gli Affari Giuridici e Parlamentari                  | Mohamed Mahsoub (2 agosto 2012 – 5 gennaio 2013) Omar Salem (5 gennaio 2013 – 7 maggio 2013) Hatem Bagato                   | Partito al-Wasat Indipendente                   |
| Ministro del Turismo                                              | Hisham Zazou | Indipendente                                    |
| Ministro dell'Agricoltura                                         | Salah Abdel Moamen (2 agosto 2012 – 7 maggio 2013) Ahmed Mahmoud Ali El-Gizawi                                              | Indipendente                                    |
| Ministro della Comunicazione e della Tecnologia dell'Informazione | Hany Mahmoud (2 agosto 2012 – 5 gennaio 2013) Atef Helmi                                                                    | Indipendente                                    |
| Ministro del petrolio                                             | Osama Kamal (2 agosto 2012 – 7 maggio 2013) Sherif Haddara                                                                  | Indipendente                                    |
| Ministro delle Risorse Idriche                                    | Mohamed Bahaa Eldin | Indipendente                                    |
| Ministro della Casa e dello Sviluppo Urbano                       | Tarek Wafik | Partito Libertà e Giustizia                     |
| Ministro dell'Istruzione Superiore                                | Mostafa Mussad | Partito Libertà e Giustizia                     |
| Ministero dell'Approvvigionamento e del Commercio Interno         | Zeid Mohamed (2 agosto 2012 – 5 gennaio 2013) Bassem Ouda                                                                   | Independent Partito Libertà e Giustizia         |
| Ministro del Lavoro e dell'Immigrazione                           | Khaled Azhari | Partito Libertà e Giustizia                     |
| Ministro delle Sovvenzioni Religiose                              | Talaat Afifi | Independent                                     |
| Ministro della Programmazione e della Cooperazione Internazionale | Ashraf El-Araby (2 agosto 2012 – 7 maggio 2013) Amr Darrag                                                                  | Independent Partito Libertà e Giustizia         |
| Ministro della Salute e delle Abitazioni                          | Mohamed Hamed | Indipendente                                    |
| Ministro dell'informazione                                        | Salah Abdel Maqsoud | Partito Libertà e Giustizia                     |
| Ministro dell'Aviazione Civile                                    | Samir Imbabi (2 agosto 2012 – 5 gennaio 2013) Wael El-Maadawy                                                               | Indipendente                                    |
| Ministro dell'Industria e del Commercio                           | Hatem Saleh | Partito del Rinascimento                        |
| Ministro delle politiche giovanili                                | Osama Yassin | Partito Libertà e Giustizia                     |
| Ministro dello sport                                              | El Amry Farouk | Indipendente                                    |